# 鳳来寺村
鳳来寺村（ほうらいじむら）は、愛知県南設楽郡にかつて存在した村である。
豊川（寒狭川）やその支流の流域から鳳来寺山東麓の山地に至る、東西に長い地域を村の範囲とした。村名は村内にある鳳来寺にちなむ。1889年（明治22年）に町村制施行により発足、1956年（昭和31年）に周辺の村と合併し鳳来町となって消滅した。旧村域の一部は消滅後に新城町（のちの新城市）に編入されたが、2005年（平成17年）に鳳来町が作手村と新城市と合併して新城市となったため、現在は旧村域全体が同市の一部である。

## 歴史
江戸時代の時点で、のちに鳳来寺村となる範囲には三河国設楽郡に属す20村（うち2村は枝郷）が存在した。天正18年（1590年）に全域が吉田藩領となり、次いで慶長5年（1600年）からは徳川氏（幕府領）となった。だがこれ以降次第に幕府領は分割されていき、江戸時代末期の時点では鳳来寺領・鳳来山東照宮領・旗本領と支配関係の錯綜した地域となっていた。
明治に入ると村の統合が進められ、1878年（明治11年）までに8村に整理された。町村制が施行された1889年（明治22年）にはさらに統合が実施され、鳳来寺村ほか5村へと統合された。1906年（明治39年）に残りの5村も鳳来寺村へと編入され、この地域の自治体統廃合は終了した。以降しばらく町村合併は行われないまま推移したが、昭和の大合併の一環として1956年（昭和31年）鳳来寺村は周辺自治体と合併して鳳来町の一部となり、消滅した。この直後、村域のごく一部は隣町の新城町（後の新城市）に編入されている。

### 年表
- 天正18年（1590年） - 全域が吉田藩領（池田輝政領）となる[2]。
- 慶長5年（1600年） - 全域が徳川氏領（江戸幕府成立後は幕府領）となる[2]。
- 慶長7年（1602年） - 門谷村（かどやむら）・黒谷村（くろやむら）・峰村（峯村、みねむら）・田代村（たしろむら）の4村が鳳来寺領に[2]。
- 寛永16年（1639年） - 塩ノ谷村（塩谷村、しおのやむら）・葛村（かずらむら）・塩平村（しおだいらむら）・栃下村（とちしたむら）の4村が水野氏領（新城藩領）に[2]。
- 寛永17年（1640年） - 大石村（おおいしむら）・只持村（ただもちむら）・塩瀬村（しおせむら）の3村が水野氏領（新城藩領）に[2]。
- 正保元年（1644年） - 塩ノ谷村・葛村・塩平村・栃下村の4村が幕府領に復帰[2]。
- 正保2年（1645年） - 大石村・只持村の2村が幕府領に復帰[2]。
- 慶安元年（1648年） - 布里村（ふりむら）・上一色村（かみいっしきむら）・下一色村（しもいっしきむら）・源氏村（げんじむら）の4村が旗本新城菅沼氏に、塩ノ谷村・葛村・塩平村・栃下村・大石村・只持村・塩瀬村・恩原村（おんばらむら）・大輪村（おおわむら）・島田村（しまだむら）の10村が旗本海老菅沼氏の知行に[2]。
- 明暦2年（1656年） - 海老菅沼氏知行地のうち塩谷村・葛村・塩平村・栃下村の4村が鳳来山東照宮領に[2]。これ以降支配関係の変動はなく幕末に至る。
- 1872年（明治5年） - 上一色村・下一色村の2村が合併し、一色村（いっしきむら）が発足[* 1][2]。
- 1875年（明治8年） - 門谷村が黒谷村・峰村（峯村）・田代村の3村を合併[2][3]。
- 1876年（明治9年） - 塩平村萩平・平谷を大石村に、大石村五領を塩平村に編入[4]。
- 1878年（明治11年）[* 2] -
  - 塩ノ谷村（塩谷村）・葛村・塩平村・栃下村と、塩平村の枝郷椎平新田（椎平村とも、しいだいらしんでん）、葛村の枝郷長楽新田（長楽村とも、ながらしんでん）の6村が合併し、玖老勢村（くろぜむら）が発足[5][2]。
  - 源氏村・恩原村・大輪村・島田村の4村が合併し、愛郷村（あいごうむら）が発足[6][2]。
  - 大石村と双瀬村（ならぜむら）の2村が合併し、副川村（ふくがわむら）が発足[4][2]。この際、大石村の飛び地と双瀬村の字川売・宮前は海老村に編入された[4]。
- 1889年（明治22年） -
  - 門谷村と玖老勢村、副川村の一部（旧・大石村域）が合併し、鳳来寺村が発足[7]。
  - 布里村・一色村・只持村・塩瀬村・愛郷村の5村からなる組合村が成立[8]。
- 1906年（明治39年） - 鳳来寺村が布里村・一色村・只持村・塩瀬村・愛郷村の5村を合併[7]。
- 1956年（昭和31年）4月1日 - 南設楽郡長篠村および八名郡大野町・七郷村と合併し、鳳来町が発足[9]。
- 1956年（昭和31年）9月30日 - 鳳来町布里（旧布里村）字七久保が新城町に編入される[9]。
- 2005年（平成17年）10月1日 - 鳳来町が新城市, 作手村と合併して新城市となる。

## 地理・行政地名
全域が山間部であり、東部に鳳来寺山がある。豊川（寒狭川）やその支流が村内を流れる。
大字は、「門谷」「玖老勢」「副川」「布里」「只持」「一色」「塩瀬」「愛郷」の8つが設定されていた。いずれも1889年以前に存在した村を再編したものである。「門谷」は鳳来寺の門前町を含む鳳来寺山の周囲の地域、「玖老勢」は門谷の西から北にかけて接する寒狭川流域・海老川下流域の地域、「副川」は玖老勢の北側の海老川中流域の地域にあたり、残りはそれらよりも西側、「布里」「只持」「一色」は寒狭川と巴川の合流点周辺、「塩瀬」は巴川と島田川の合流点周辺にあり、それらより北側の寒狭川流域および島田川流域に「愛郷」がある。
1956年の鳳来町発足により、8つとも鳳来町の大字となった。その後、布里字七久保の一部が新城町（のちの新城市）に編入され、編入地域は出沢字七久保となった。
2005年に鳳来町が新城市へ編入されたため、現在は旧鳳来寺村の8大字はすべて新城市の大字だが、出沢の小字になった地域は鳳来町編入後も出沢字七久保のままである。
新城市が現在設定している鳳来北西部地域自治区は旧鳳来寺村（前述の出沢字七久保を除く）と旧海老町の区域から構成されている。

## 交通機関
村内を縦貫する形で、1929年（昭和4年）に田口鉄道が開業した。これが村内で唯一の鉄道路線である。門谷に鳳来寺駅、玖老勢に玖老勢駅、副川に三河大石駅が設置されていた。1968年（昭和43年）に廃止されており、現在旧鳳来寺村域に鉄道はない。

## 教育
村内には、村立小学校4校と中学校2校が設置されていたほか、県立高等学校が1校存在した。
- 鳳来寺村立鳳来小学校 - 玖老勢に所在。1970年に門谷小学校と統合して鳳来寺小学校に改称、鳳来東中学校跡地に移転[10]。2016年4月に鳳来西、海老、連谷の3小学校を統合。
- 鳳来寺村立布里小学校 - 布里に所在。1873年（明治6年）開校。1978年（昭和53年）に愛郷小学校を統合し鳳来西小学校（2016年3月に鳳来寺小学校に統合され廃校）となる[8]。
- 鳳来寺村立愛郷小学校 - 1874年（明治7年）開校。1978年に鳳来西小学校に統合され廃校[6]。
- 鳳来寺村立門谷小学校 - 門谷に所在。1872年（明治5年）開校[3]。1970年（昭和45年）に鳳来寺小学校に統合され廃校。
- 鳳来寺村立鳳来東中学校 - 玖老勢に所在。1947年（昭和22年）開校の鳳来中学校が東西に分かれて1949年（昭和24年）に設立されたが、1968年（昭和43年）に鳳来中学校（長篠）に統合[5]。
- 鳳来寺村立鳳来西中学校 - 1949年に設立されたが、1968年鳳来中学校（長篠）に統合[5]。
- 愛知県立鳳来寺高等学校 - 門谷に所在。1935年（昭和10年）開校（開校時は鳳来寺女子高等学園）[3]。

## 神社・寺院
- 鳳来寺 - 門谷の鳳来寺山にある寺院。
- 鳳来山東照宮 - 鳳来寺山にある神社。
- 鳳樹山周昌院 - 玖老勢高山下にある曹洞宗寺院、しゅしょういんと読む
- 津島神社 - 玖老勢にある神社

## 各種施設
- 鳳来寺一色郵便局 - 一色に所在。1936年（昭和11年）開局。1960年（昭和35年）に布里に移転し鳳来布里郵便局に改称[8]。
- 田口鉄道自然科学博物館 - 1949年（昭和24年）に田口鉄道鳳来寺駅駅前に開館。1963年（昭和38年）に移転し鳳来寺山自然科学博物館となる。